# Ольшанка (Білгорайський повіт)
Ольшанка (пол. Olszanka) — село в Польщі, у гміні Туробин Білґорайського повіту Люблінського воєводства.
Населення — 173 особи (2011).
У 1975—1998 роках село належало до Замойського воєводства.

## Демографія
Демографічна структура станом на 31 березня 2011 року:
|          | Загалом | Допрацездатний вік | Працездатний вік | Постпрацездатний вік |
| -------- | ------- | ------------------ | ---------------- | -------------------- |
| Чоловіки | 82      | 18                 | 45               | 19                   |
| Жінки    | 91      | 14                 | 51               | 26                   |
| Разом    | 173     | 32                 | 96               | 45                   |